# نخستین عشق
نخستین عشق (ایتالیایی: Primo amore) یک فیلم درام به کارگردانی کارمینه گالونه است که در سال ۱۹۴۱ منتشر شد.

## بازیگران
- لئوناردو کورته‌سه
- ویوی جوی
- لوئیجی آلمیرانته
- والنتینا کورتزه
- سلیا ماتانیا
- اسوالدو والنتی
- جوزپه پورلی
- لوئیجی چیمارا
- گویدو چلانو
- اورسته فارس
- نیکلا مالداچئا
- دینا رومانو
- بلا استراچه سائیناتی
- جوزپه وارنی
- آگوستو مارکاچی